# Eero Markkanen
Eero Pekka Sakari Markkanen (ur. 3 lipca 1991 w Jyväskyli) – fiński piłkarz grający na pozycji napastnika w FC Haka.

## Kariera klubowa
Wychowanek klubu JJK Jyväskylä, w którym rozpoczął treningi w wieku 8 lat. W 2010 został włączony do pierwszego składu tej drużyny, a następnie wypożyczony do FC Blackbird Jyväskylä. W 2011 trafił do Vihtavuoren Pamaus, a jeszcze w tym samym roku wypożyczono go do Jämsänkosken Ilves. W 2012 wrócił do JJK, ale jeszcze w tym samym roku został wypożyczony do Warkaus JK. We wrześniu 2013 został wypożyczony do końca roku do HJK.
W grudniu 2013 przeszedł do AIK Fotboll, z którym podpisał trzyletni kontrakt. W szwedzkim klubie zadebiutował 31 marca 2014 w przegranym 0:2 meczu z IFK Göteborg, a pierwszego gola strzelił 16 kwietnia 2014 w wygranym 3:2 spotkaniu z Djurgårdens IF. W lipcu 2014 podpisał czteroletni kontrakt z Realem Madryt Castilla. W madryckim klubie zadebiutował 24 sierpnia 2014 w wygranym 2:1 meczu z Atlético Madryt B, a pierwszego gola dla tego zespołu zdobył sześć dni później w przegranym 1:2 spotkaniu z Getafe B. W sierpniu 2015 opuścił klub. We wrześniu 2015 podpisał obowiązujący do końca sezonu kontrakt z Rovaniemen Palloseura. W klubie z Laponii zadebiutował 10 września 2015 w bezbramkowym starciu z FF Jaro, a pierwszego gola strzelił 10 dni później w wygranym 2:0 pojedynku z HJK. W listopadzie 2015 podpisał trzyletni kontrakt z AIK Fotboll. W sierpniu 2017 został wypożyczony do Dynama Drezno. W styczniu 2018 został wypożyczony do Randers FC. W sierpniu 2018 przeszedł do Dalkurd FF, a w grudniu tegoż roku opuścił ten klub. W styczniu 2019 przeszedł do indonezyjskiego PSM Makassar. W sierpniu tegoż roku klub rozwiązał z nim kontrakt i sprowadził w jego miejsce Amido Baldégo. W lutym 2020 podpisał roczny kontrakt z FC Haka.

## Kariera reprezentacyjna
W reprezentacji Finlandii zadebiutował 29 maja 2014 w przegranym 0:1 meczu Baltic Cup z Litwą, w którym wszedł na boisko na początku drugiej połowy. 8 stycznia 2019 w wygranym 1:0 meczu ze Szwecją strzelił swojego pierwszego gola w kadrze.

## Życie prywatne
Jest synem koszykarzy Pekki i Riikki, z d. Ellonen. Jego bracia Miikka i Lauri również uprawiają koszykówkę.